# 小鱗馬口波魚
小鱗馬口波魚（学名：Opsaridium microlepis）为輻鰭魚綱鯉形目鲤科的一個種，被IUCN列為瀕危保育類動物，分布於非洲馬拉威湖流域，為特有種，體長可達47公分，棲息在底層水域，可做為食用魚及觀賞魚。
其种加词“microlepis”意为“细鳞的”。